# Steffensurt
Steffensurt (Circaea) er en slægt, som er udbredt med 3 arter i Nordafrika, Europa, Asien og Nordamerika. Det er urteagtige planter med en krybende jordstængel. Bladene er modsatte og ægformede til smaltægformede med tandet eller takket rand. Blomsterne sidder i endestillede klaser. De er regelmæssige og forholdsvis små. Farven er hvid eller svagt rødlig. Frugterne er nødder med krogformede børster. Her nævnes kun den hybrid og de to arter, som er vildtvoksende i Danmark.
| Arter |

- Dunet steffensurt (Circaea lutetiana)
- Liden steffensurt (Circaea alpina)

| Hybrider |

- Spidsbladet steffensurt (Circaea x intermedia)

- Wikimedia Commons har flere filer relateret til Steffensurt